# Жылытау
Жылытау (каз. Жылытау) — упразднённое село в Куршимском районе Восточно-Казахстанской области Казахстана. Упразднено в 2019 г. Входило в состав Калгутинского сельского округа. Код КАТО — 635249500.

## Население
В 1999 году население села составляло 118 человек (63 мужчины и 55 женщин). По данным переписи 2009 года, в селе проживал 61 человек (37 мужчин и 24 женщины).